# Veramente falso
Veramente falso è il primo album di Fiorello, prodotto e pubblicato agli inizi del 1991 da Claudio Cecchetto.
L'album, nel quale l'artista canta noti brani di interpreti italiani imitandone la voce, fu un successo, infatti ne furono vendute oltre 250 000 copie.

## Tracce
1. La canzone del sole
2. Vita spericolata
3. Azzurro
4. Ricordati di me
5. Terra promessa
6. Ti amo
7. Donne
8. Mi vendo
9. Questo piccolo grande amore

## Classifiche

### Classifiche settimanali
| Classifica (1991) | Posizione massima |
| ----------------- | ----------------- |
| Europa            | 66                |
| Italia            | 5                 |